# Aeroportul Whiteriver
Aeroportul Whiteriver (IATA: WTR, FAA LID: E24) este un aeroport din Comitatul Navajo, Arizona, Arizona, Statele Unite ale Americii ce deservește zona Whiteriver⁠(d). A fost numit după zona deservită.
Situat la o altitudine de 1.571 m, aeroportul dispune de 1 pistă.

## Infrastructură

### Piste
Aeroportul dispune de o singură pistă. Pista 01/19 are suprafața de asfalt și dimensiunile 6.350 picioare × 75 picioare. 